# Паслёновый минёр
Паслёновый минёр, или картофельный минёр (лат. Liriomyza bryoniae) — вид двукрылых из семейства минирующих мух.

## Описание
Длина крыла 1,8-2,1 мм. Теменные щетинки на голове в жёлтой окантовке. Усики полностью жёлтые. Верхняя часть бочков среднегруди (анэпистерн) жёлтый с небольшим передневентральным пятном. Коричневое пятно на нижнем склерите бочков среднегруди (катепистерн) не достигает основания катепистернальной щетинки. Бёдра преимущественно жёлтые с редкими коричневыми штрихами на дорсальной поверхности. По гениталиям самца этот вид отличается от близких видов, что трубочки на вершине дистифаллуса (вершина эдеагуса) более широкочашевидной формы с коротким узким основанием.
У личинок дыхальца неглубокие полукруглые, с 7-12 порами. На начальной стадии развития личинки прозрачные, на последней третьей стадии — жёлтые. Пупарий овальный (1×2 мм) от соломенно-жёлтой и тёмно-коричневого цвета.

## Биология
Развивается на растениях 112 родов из 29 семейств. Из культурных растений наиболее часто вредят тыквенным культурам и томату, а также капусте, салату и бобовым, культивируемых как в открытом грунте, так и теплицах.
Самки откладывают яйца преимущественно на верхнюю поверхность семядолей и молодых листьев проростков. Мины имеют неправильную или змеевидную форму и не связаны с жилками, чем отличается от близких видов Liriomyza sativae и Liriomyza huidobrensis. Одиночные личинки могут перемещаться по стеблю через черешок к другим листьям, если молодой лист слишком мал для развития личинки. Окукливание возможно как в минах, так и в почве. Продолжительность развития зависит от температуры, при при 15 °C она составляет 22 дней, при 25 °C — 49 дней. Развитие останавливается при температурах выше 30 °C и ниже 8 °C. Самки живут от 3 до 12 дней, средняя плодовитость составляет 171,2 яиц на самку. Вид является переносчиком вируса табачной мозаики.

## Меры борьбы
Для контроля численности имаго применяют желтые ловушки с кормовой приманкой и инсектицидом диметиловым эфиром гематопорфирина. Против взрослых мух эффективны пиретроиды и карбаматы, а против личинок циромазин, спиносад и органические фосфаты. Сообщается о развитии резистентности вида к традиционным инсектицидам широкого спектра действия. Это стимулировало разработку комплексной системы борьбы, основанной на биологических методах защиты. Паразитоиды огородного минёра относятся к семействам эвлофиды (Diglyphus) и бракониды (Dacnusa).

## Распространение
Широко распространённый вид в Евразии, встречается от Европы до Японии на востоке и Вьетнама и Индии на юге. 